# Sandália

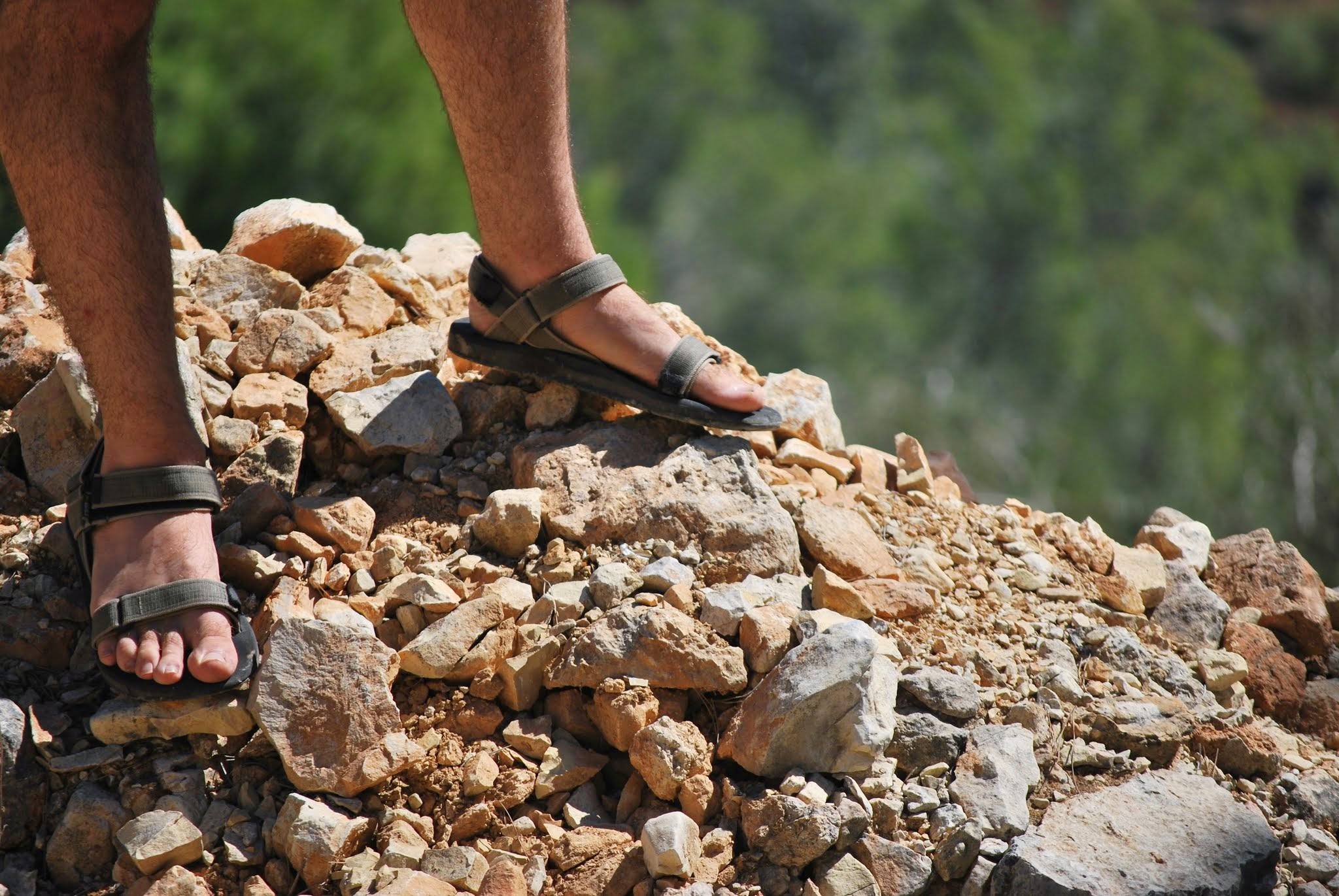
Sandálias

Sandália é um tipo de calçado, usado por ambos os sexos, que tem como característica principal ser composto apenas por sola e correias que a ligam ao pé, deixando-o exposto em sua maior parte. Por essa razão, é um calçado usado especialmente no verão ou em regiões de clima quente.
Os materiais usados na sua confecção podem variar bastante, indo do couro (mais nobre) ao plástico injetado (mais barato).
As sandálias femininas podem apresentar-se tanto com salto-alto como com salto-baixo, e presa por tiras no tornozelo, mas também pode se assemelhar ao chinelo, isto é, pode também ser solta nos tornozelos.